# Barbara Bilińska (biolog)
Barbara Bilińska (ur. 28 kwietnia 1949) – polska uczona, profesor nauk biologicznych. Specjalistka naukowa w dziedzinie cytologii, endokrynologii oraz fizjologii zwierząt. Członkini korespondentka krajowa Polskiej Akademii Nauk od 2010 roku. Pracowniczka Instytutu Zoologii i Badań Biomedycznych Uniwersytetu Jagiellońskiego. Prowadzi badania nad znaczeniem procesu aromatyzacji i równowagi hormonalnej w prawidłowej czynności gonad oraz rolą androgenów, estrogenów i połączeń międzykomórkowych w regulacji spermatogenezy i steroidogenezy.
Ukończyła studia biologiczne na Uniwersytecie Jagiellońskim (rocznik 1972). Doktorem została w 1975 na podstawie pracy zatytułowanej Wpływ ultradźwięków na poziom wolnych aminokwasów w mózgu szczura w rozwoju ontogenetycznym, przygotowanej pod kierunkiem Zbigniewa Dąbrowskiego. Habilitowała się w 1991 na podstawie dorobku naukowego i pracy zatytułowanej Regulacja hormonalna funkcji komórek Levdiga in vitro. Tytuł profesora uzyskała 22 października 1998 roku.
Na początku 2022 była sygnatariuszką listu otwartego do Komisji Europejskiej z apelem o podjęcie wszelkich możliwych kroków w celu natychmiastowego wstrzymania przez rząd polski budowy muru na granicy polsko-białoruskiej, do czasu przeprowadzenia zgodnej z prawem Unii Europejskiej i wymogami ochrony przyrody oceny oddziaływania tego przedsięwzięcia na spójność sieci Natura 2000.

## Wybrane prace
Jest kierowniczką, recenzentką oraz promotorką wielu prac z zakresu biologii, między innymi:
- Rola androgenów w regulacji ekspresji genu koneksyny 43 w tkankach rozrodczych świni w okresie neonatalnym oraz przed i po uzyskaniu dojrzałości płciowej
- Molekularne mechanizmy funkcjonowania połączeń międzykomórkowych podczas spermatogenezy szczura w warunkach ograniczonego dostępu androgenów: badania in vivo i in vitro
- Biotechnologiczne i fizjologiczne metody doskonalenia procesów rozrodu zwierząt w warunkach prawidłowego i zakłóconego środowiska: Rola estrogenów w gonadzie męskiej
- Aromatyzacja androgenów w gonadzie męskiej nornicy rudej
- Immunoendokrynne interakcje w gonadzie męskiej
- Wpływ obestatyny na profil hormonalny i metabolizm w szczurzym i mysim modelu otyłości i cukrzycy typu 2
- Wpływ analogów GnRH na ekspresję aktywin i inhibin w osi hormonalnej podwzgórze-przysadka mózgowa-jajnik u szczura
- Rola androgenów w regulacji czynności prostaty knura: badania in vivo i in vitro
- Rola receptorów hormonów steroidowych w regulacji funkcji układu reprodukcyjnego ogiera i wnętrza

## Odznaczenia i wyróżnienia
Otrzymała następujące nagrody i wyróżnienia:
- „Laur Jagielloński” (2015),
- Tytuł honorowego członka Polskiego Towarzystwa Histochemików i Cytochemików (od 2012),
- Subsydium Profesorskie MISTRZ FNP (2008),
- Nagrodę Fundacji Biologii Komórki i Biologii Molekularnej za działalność redakcyjną (1995),
- Indywidualną Nagrodę Ministerstwa Edukacji Narodowej trzeciego stopnia za osiągnięcia naukowe (1990);
- Medal Komisji Edukacji Narodowej (2010),
- Krzyż Kawalerski Orderu Odrodzenia Polski (2011).